# ریتز اورتولانی
ریتز اورتولانی (ایتالیایی: Riz Ortolani؛ ‏ ۲۵ مارس ۱۹۲۶ – ۲۳ ژانویهٔ ۲۰۱۴) موسیقی‌دان و آهنگساز اهل ایتالیا بود.
از فیلم‌ها یا سریال‌های تلویزیونی که وی در ساخت موسیقی آن‌ها نقش داشته‌است، می‌توان به مشاور، عشق‌بازان، دوست داشتن اوفلیا، بزرگ‌ترین شیادان عالم، پائولو بارکا، معلم مدرسه و برهنه‌گرای آخر هفته، ماجرا اینگونه آغاز می‌شود، مرتکب اعمال ناپاک نشو، وای خدا، بسترهای بی‌بندوبار، سیه‌پر نر، ماجراهای ژرار، مایا، هوس، صندوق پستی تینتو براس، خواهران و برادران، ما سه نفر، نبرد برای رم، شب دوم عروسی، راننده‌کامیون‌ها، فرانک بدجنس و تونی بی‌مخ، هیکل دختر زیبا، نخستین شیره زفاف، پرونده دختر پیژامه‌پوش، خدانگهدار عمو تام، تسلیم، فصلی از زندگی بزرگان، شوالیه‌های سفر تجسسی و افسون‌شده اشاره نمود.